# Coronel Pringles (departamento)
Coronel Pringles é um departamento da Argentina, localizado na 
província de San Luis.